# پالس (اسپانیا)
پالس (به اسپانیایی: Pals) یک شهرستان در اسپانیا است که در استان خرنا واقع شده‌است.

## خصوصیات
پالس ۲۵٫۸۱ کیلومترمربع مساحت و ۲٬۷۹۹ نفر جمعیت دارد و ۵۵ متر بالاتر از سطح دریا واقع شده‌است.